# Manuel Vignau
Manuel Vignau (La Plata, Buenos Aires; 24 de septiembre de 1978) es un actor, dramaturgo y director de teatro argentino. Formó parte del elenco de la serie Nada, protagonizada por Luis Brandoni.

## Biografía
Curso sus estudios primarios y secundarios en el Instituto José Manuel Estrada de La Plata. Incursionó en la carrera de arquitectura y faltándole dos años para recibirse, la abandono para dedicarse de lleno a la actuación. Se formó con docentes tales como Alejandra Boero (Andamio 90), Verónica Oddó, Claudio Tolcachir, Antonio Celico (El Baldío Teatro), Eugenio Barba (Odin Theatre), Kate Gaul y Guillermo Angelelli, entre otros. Participó como actor en numerosas obras dirigidas por Claudio Tolcachir y producidas en Timbre 4 (Ciudad de Buenos Aires).

## Filmografía

### Cine
| Año  | Título                           | Papel             | Notas                              |
| ---- | -------------------------------- | ----------------- | ---------------------------------- |
| 2005 | Como mariposas en la luz         | Mato              |                                    |
| 2006 | 1 peso, 1 dólar                  | Bruno Díaz        |                                    |
| 2008 | Una última voluntad              | El condenado      | Cortometraje                       |
| 2008 | Cordero de Dios                  | Josu              |                                    |
| 2009 | Plan B                           | Bruno             |                                    |
| 2012 | El amor siempre nos quema        | Pablo             | Cortometraje                       |
| 2013 | Hawaii                           | Eugenio           |                                    |
| 2013 | El vestido brillaba              | Franco            | Cortometraje                       |
| 2014 | Delta                            |                   |                                    |
| 2014 | El laberinto                     | Luis              | Cortometraje                       |
| 2015 | La niña de los tacones amarillos |                   |                                    |
| 2019 | La distancia                     | Mariano           |                                    |
| 2019 | Historias breves 17              |                   | Segmento: El espesor de lo visible |
| 2019 | Vaca profana                     | Pablo             | Cortometraje                       |
| 2020 | La protagonista                  |                   |                                    |
| 2020 | Algo con una mujer               | Paulino           |                                    |
| 2021 | Sur real                         | Marino            | Cortometraje                       |
| 2023 | Alguien arriba                   |                   | Cortometraje                       |
| 2024 | La culpa de nada                 | Mariano           |                                    |
| 2024 | Las hermanas fantásticas         | Ezequiel Barzenac |                                    |

### Televisión
| Año  | Título                    | Papel                       | Notas                         |
| ---- | ------------------------- | --------------------------- | ----------------------------- |
| 2010 | Lo que el tiempo nos dejó |                             | Episodio: «La ley primera»    |
| 2023 | Nada                      | Jefe de cocina de Via Appia | Episodio: «Estar en el horno» |

## Teatro
- (2013-2014) La Sala Roja (Actor)
- (2012-2013) El otro Judas (Actor)
- (2012) Casi siempre sin pensar (Dramaturgia, Director)
- (2011-2012) ¿Querés hacer el favor de callarte por favor? (Actor)
- (2009) El cuchitril (Dramaturgia, Director)
- (2006) Lisístrata, cruzada de las piernas cruzadas (Actor)
- (2003) Los dos hidalgos de Verona (Actor)
- Jamón del diablo (Actor)
- (2001-2002) Trabajos de amor perdidos (Actor)